# Centaurea daralagoezica
Centaurea daralagoezica — вид квіткових рослин айстрових (Asteraceae). Ареал: Вірменія, Азербайджан.

## Морфологічна характеристика
Багаторічна рослина з дерев'янистим кореневищем, зазвичай повністю зеленуватого кольору, 30–40 см заввишки. Стебло від прямовисного до висхідного, часто розгалужене біля основи, гілки нерівні, жорсткі, густо облистнені в середній частині. Листки і стебло ± нещільно запушені. Прикореневі та нижні листки чітко великі, 12–15 см завдовжки, перистороздільні або перисторозсічені, іноді перервані, сегменти по 10–15 пар, вузьколанцетно-еліптичні або лінійні чи лінійно-ланцетні, рідко сегменти перистороздільні, загострені на верхівці. Серединні стеблові листки сидячі, довжиною 7–11 см, перисторозсічені, сегменти по 4–8 пар, лінійні або лінійноланцетні, на верхівці загострені. Верхні стеблові листки дрібніші, сидячі, перисторозсічені або перистороздільні або неподільні, 2–7 см завдовжки, лінійні або лінійно-ланцетні. Квіткові голови 2–5 на квітконосах 5–10 мм завдовжки, поодинокі на кінці гілок; обгортки яйцеподібні, 27–32 × 21–30 мм. Квітки темно-винно-червоні; центральні квітки двостатеві, 26–28 мм завдовжки, віночок 10–12 мм завдовжки, 5-лопатевий, частки рівні; периферичні квітки безплідні, тонкорозсічені, 3–5-лопатеві. Папус багаторядний, стійкий, коричневий, 18–20 мм завдовжки.

## Середовище
Відомий із ксерико-степових фітоценозів середньогір’я. Centaurea daralagoezica росте на сухих кам'янистих схилах, на висоті 1500–2000 метрів.